# Ariel Bravo
Ariel Fernando Bravo Soldani (n. Rosario, Provincia de Santa Fe, Argentina, 6 de mayo de 1971) es un exfutbolista argentino naturalizado chileno que jugó en la posición de delantero, militó en diversos clubes de Sudamérica, México y Estados Unidos.

## Trayectoria
Ariel Bravo se inició en las divisiones inferiores de Newell's Old Boys, emigra a Chile donde debuta como profesional en Unión San Felipe el año 1989, pasó las siguientes tres temporadas jugando para Palestino. Luego jugó en O'Higgins de Rancagua, Cobresal, Provincial Osorno, Coquimbo Unido, Deportes Concepción y Deportes Antofagasta todos en Chile. Internacionalmente militó en los clubes Minervén de Venezuela en 1995, Liga Deportiva Universitaria de Quito de Ecuador en 1997, Real San Luis de México en 1998 y Unión Magdalena de Colombia el año 2000.
En 2003 y 2004 jugó para Utah Blitzz de los Estados Unidos ganando el título de la USL Second Division en 2004. Desde entonces trabaja como director técnico de divisiones inferiores en el club La Roca FC de la ciudad de Salt Lake City, Utah.

## Clubes
| Club                 | País           | Año       |
| -------------------- | -------------- | --------- |
| Unión San Felipe     | Chile          | 1989      |
| Palestino            | Chile          | 1990-1992 |
| O'Higgins            | Chile          | 1993      |
| Cobresal             | Chile          | 1994      |
| Provincial Osorno    | Chile          | 1995      |
| Minervén             | Venezuela      | 1995      |
| Coquimbo Unido       | Chile          | 1996      |
| Liga de Quito        | Ecuador        | 1997      |
| Real San Luis        | México         | 1998      |
| Deportes Concepción  | Chile          | 1998      |
| Unión Magdalena      | Colombia       | 1999      |
| Deportes Antofagasta | Chile          | 2000      |
| Utah Blitzz          | Estados Unidos | 2003-2004 |

## Palmarés

### Torneos nacionales
| Título                | Club        | País           | Año  |
| --------------------- | ----------- | -------------- | ---- |
| USL Pro Select League | Utah Blitzz | Estados Unidos | 2004 |